# Merry Christmas, Happy Holidays (canção de NSYNC)
"Merry Christmas, Happy Holidays" é uma música da boy band norte-americana NSYNC. Foi lançado em 29 de novembro de 1998 como o primeiro e único single de seu segundo álbum de estúdio, Home for Christmas. A música ficou em 37º lugar no Top 40 Mainstream. O single também foi o segundo do álbum sazonal europeu da NSYNC, The Winter Album. O grupo acapella Pentatonix fez um cover da música em seu álbum de Natal de 2016, A Pentatonix Christmas.

## Recepção crítica
Stephen Thomas Erlewine reviu a música no contexto de Home for Christmas, e deu a seguinte resenha:

 É sempre um sinal de que um grupo é quente se lançar um álbum festivo apenas meses após sua estréia. Esse é o caso do *NSYNC. Sua estreia foi lançada nos Estados Unidos no final de março e, no início de dezembro, o Home for Christmas chegou às lojas. Grande parte do álbum é dedicada a material mais recente, como o antológico "Merry Christmas, Happy Holidays", e apenas um punhado de músicas que se qualificam como padrão: "The Christmas Song", "THe First Noel" e "O Holy Night". " Tudo isso é dado o familiar brilho *NSYNC, alternando entre baladas contemporâneas adultas produzidas e lite dance-pop. 

## Vídeo musical
O vídeo da faixa foi dirigido por Lionel C. Martin. A premissa do vídeo é que Papai Noel adoeceu na véspera de Natal. Gary Coleman, vestido como um elfo, convoca NSYNC para assumir o controle. Os meninos entregam brinquedos, presentes e bom humor por toda parte. O vídeo estreou no TRL em 14 de dezembro de 1998. Uma referência à comédia clássica de Coleman, Diff'rent Strokes, é feita quando Coleman diz a NSYNC para entregar os presentes, eles dizem, "Whatchu talkin about, Gary?" linha, "Whatchu falando sobre, Willis?" 

## Lista de faixas
1. "Merry Christmas, Happy Holidays" – 4:12
2. "All I Want Is You (This Christmas)" – 3:16

## Desempenho nas tabelas musicais
| Parada (1998)                                  | Posição |
| ---------------------------------------------- | ------- |
| Estados Unidos (Billboard Mainstream Top 40)   | 37      |
| Parada (2017–18)                               | Posição |
| O campo songid é OBRIGATÓRIO PARA PARADA ALEMÃ | 57      |
| Áustria (Ö3 Austria Top 75)                    | 74      |
| Suíça (Schweizer Hitparade)                    | 87      |